# At aero 088
L'AT AERO 088 è una pistola mitragliatrice moderna.
Abbastanza simile in apparenza all'Uzi, ha un semplice calcio in filo metallico collassabile, ed usa il principio dell'otturatore telescopico (chiamata massa battente arretrata), un meccanismo simile alla massa battente ma che permette una lunghezza totale dell'arma molto minore, senza perdere la lunghezza della canna. Usa il proiettile 9 mm Parabellum.